# Zbigniew Bereszyński
Zbigniew Bereszyński (ur. 8 stycznia 1956 w Opolu) – publicysta, autor prac nauk naukowych i artykułów popularnonaukowych z dziedziny historii, historii materialnej i historii budownictwa obronnego. Działacz niepodległościowy.

## Życiorys
Absolwent I Liceum Ogólnokształcącego im. Mikołaja Kopernika w Opolu (1975). Ukończył studia chemiczne na Uniwersytecie Wrocławskim (1980).
W 1973 był po raz pierwszy represjonowany przez SB za próby inicjowania działalności opozycyjnej wśród uczniów I Liceum Ogólnokształcącego im. M. Kopernika w Opolu (w ramach tzw. grupy destrukcyjnej). W lutym 1978 wraz z Wiesławem Ukleją zatrzymany przez SB na 48 godzin za kolportowanie ulotek w formie listu gończego za Edwardem Gierkiem.
W 1980 r. wraz z Wiesławem Ukleją i innymi osobami współorganizował uczelnianą organizację Niezależnego Zrzeszenia Studentów przy Wyższej Szkole Inżynierskiej w Opolu. Od października 1980 do kwietnia 1981, wraz z W. Ukleją i innymi osobami, wydawał biuletyn studencki „Opolitechnik” – pierwsze czasopismo niezależne na Opolszczyźnie. Był głównym redaktorem tego biuletynu. Działał w ruchu obrony więzionych za przekonania. Od września 1981 zatrudniony w Zarządzie Regionu Śląska Opolskiego NSZZ Solidarność jako redaktor prasy związkowej.
Internowany w okresie od 13 grudnia 1981 do 14 października 1982 r. w ośrodkach odosobnienia kolejno w Opolu, Nysie i Grodkowie.
W latach 1983–1989 czynnie zaangażowany w podziemną działalność wydawniczą i kolportażową na terenie Opola. Autor wydanej w podziemiu broszury „Pomiędzy odnową a niepodległością. Ruch Solidarność wczoraj i jutro” (1983).
W latach 1984–1990 stały współpracownik „Biuletynu Dolnośląskiego”, wydawanego we Wrocławiu przez Solidarność Walczącą. Dla biuletynu tego pisywał teksty pod pseudonimami Jaromir Bilet, Jakub Broński, J.B, Rafał Jaworski. Redaktor „Biuletynu Opolskiego”, nr 1, wydanego w 1985 r. przez Solidarność Walczącą.
W 1989 r. współorganizator protestów przeciwko ugodzie Okrągłego Stołu. Autor licznych oświadczeń wydanych w latach 1988–1990 przez opolskie środowiska niepodległościowe.
W 1991 r. lider opolskiej listy kandydatów Partii Wolności w pierwszych po wojnie wolnych wyborach parlamentarnych. Od 1996 r. działacz Ruchu Odbudowy Polski. W latach 1993–2001 współpracownik, a następnie członek redakcji kwartalnika politycznego „Solidarność Walcząca”.
W latach 90. XX w. sekretarz Rady Pracowniczej w Przedsiębiorstwie Budownictwa Hydrotechnicznego „Odra-1” w Opolu. Działacz Solidarności zakładowej w tym przedsiębiorstwie.

## Odznaczenia i nagrody
W 2001 r. został odznaczony przez prezydenta Aleksandra Kwaśniewskiego Złotym Krzyżem Zasługi „za zasługi w działalności na rzecz przemian demokratycznych w Polsce”.
W 2017 roku został odznaczony Krzyżem Wolności i Solidarności. W tym samym roku z rąk ówczesnego marszałka województwa opolskiego — Andrzeja Buły — odebrał odznakę „za zasługi dla województwa opolskiego”.